# Амарал, Табата
Табата Клаудиа Амарал ди Понтис (порт. Tabata Claudia Amaral de Pontes; род. 14 ноября 1993, Сан-Паулу) — бразильская политическая деятельница и активистка в сфере образования. В настоящее время является федеральным депутатом от Социалистической партии Бразилии, представляя штат Сан-Паулу. В 2019 году она была заместителем лидера Демократической рабочей партии и связанной с ней политической коалиции.
Как образовательная активистка, Амарал стала соучредительницей двух организаций: Vontade de Aprender Olímpica, которая готовит бразильских студентов к участию в международных олимпиадах, и Movimento Mapa Educação, продвигающей равенство в доступе к образованию. Соучредительница политической организации Acredito, обеспечивающей финансирование прогрессивных кандидатов, впервые баллотирующихся на выборах.
Ещё до поступления в университет Амарал представляла Бразилию на пяти международных научных соревнованиях. Затем она окончила Гарвардский университет, получив дипломы по астрофизике и политологии. Также была обозревательницей Rádio CBN и журнала Glamour.

## Биография

### Ранние годы: образование и олимпиады

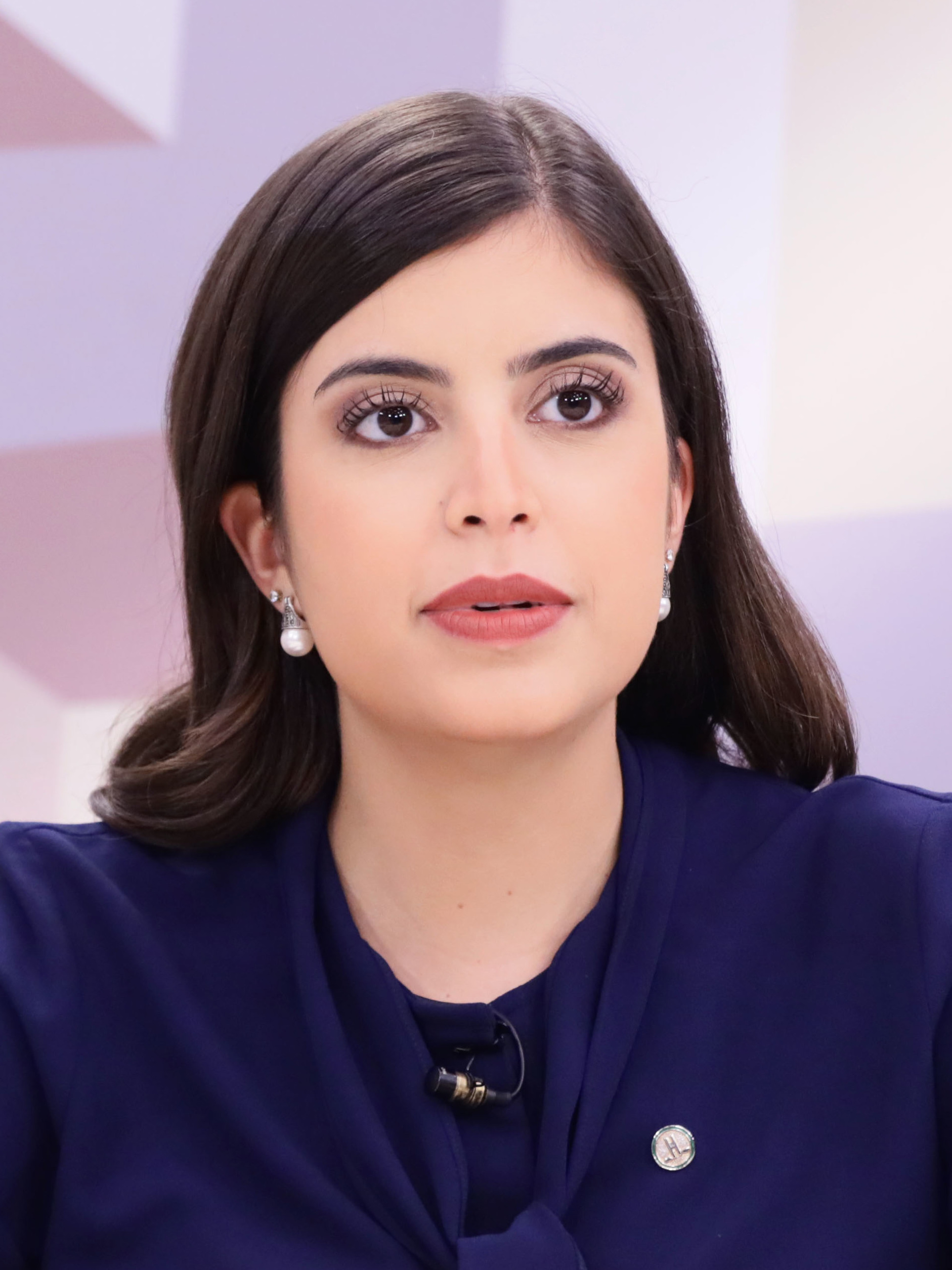
Амарал в 2019 году

Табата Амарал ди Понтес — дочь домработницы Марии Ренильды Амарал Пирес и кондуктора Олиональдо Франсиско ди Понтиса. У неё есть младший брат Аллан. Они выросли в Вила-Миссионария — бедной южной окраине Сан-Паулу.
Табата Амарал получила начальное образование в местных государственных школах. В шестом классе, в возрасте 12 лет, Амарал участвовала в бразильской школьной олимпиаде по математике (OBMEP) 2005 года и с первой попытки завоевала серебряную медаль. В следующем году, благодаря своей золотой медали и хорошей успеваемости, она получила полную стипендию в частной школе в Сан-Паулу Colégio ETAPA. В последующие годы она представляла Бразилию на международных олимпиадах по химии, астрономии и астрофизике.
В 2012 году Амарал получила стипендию для учёбы в ряде престижных университетов, шесть из которых находятся в США (Гарвардский университет, Йельский университет, Колумбийский университет, Принстонский университет, Пенсильванский университет и Калифорнийский технологический институт), а также в Университете Сан-Паулу.

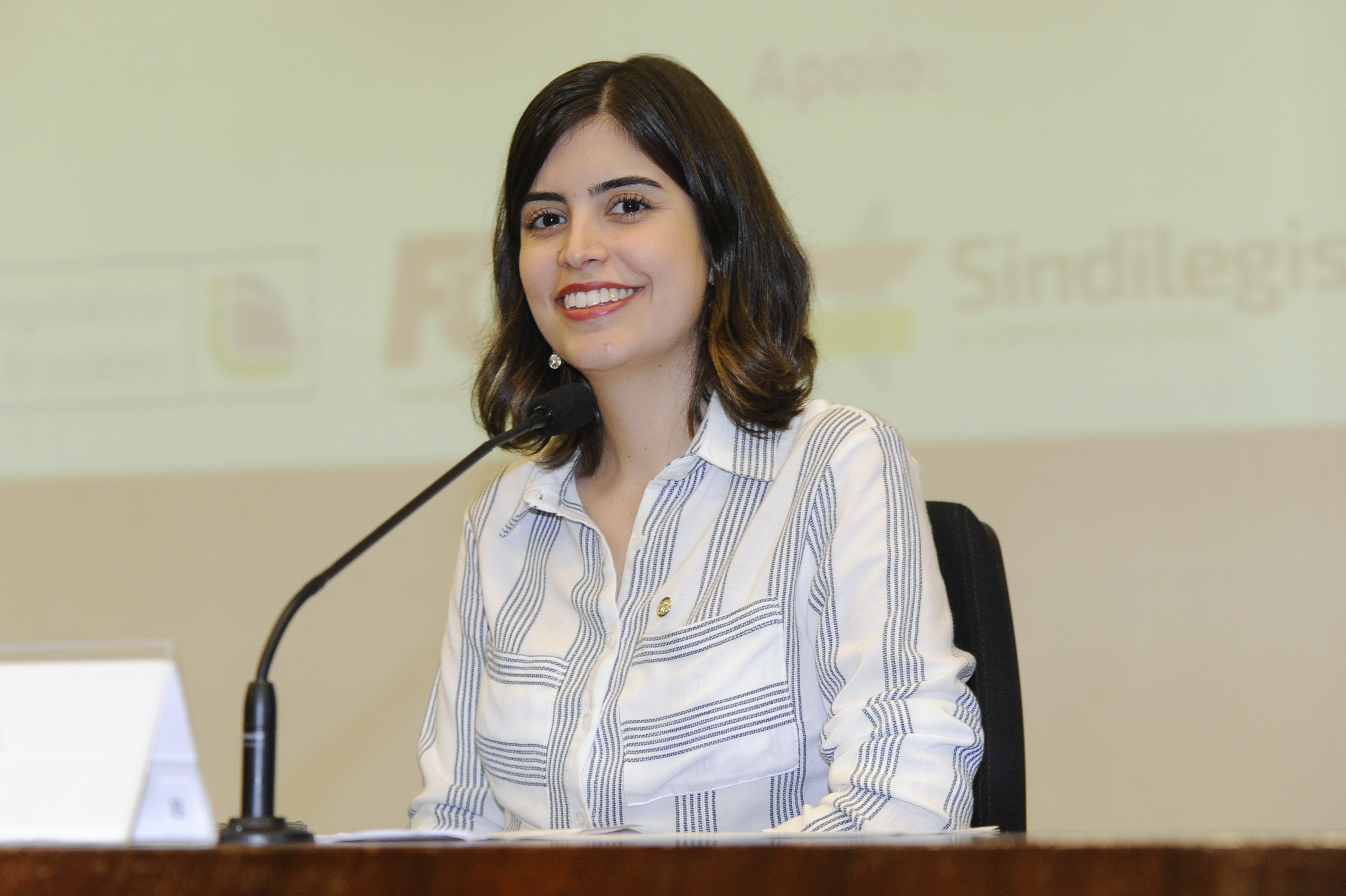
Амарал на международном симпозиуме

В итоге Амарал избрала Гарвардский университет, получив там диплом с отличием в области государственного управления и астрофизики.
В своей дипломной работе Амарал провела анализ образовательных реформ в бразильских муниципалитетах, утверждая, что, несмотря на расширение доступа к образованию в Бразилии за последние два десятилетия, качество федерального образования по-прежнему не соответствует международным стандартам. Её диссертация была отмечена премией Кеннета Максвелла по бразильским исследованиям и премией Эрика Ферта за лучшее произведение на тему демократических идеалов.

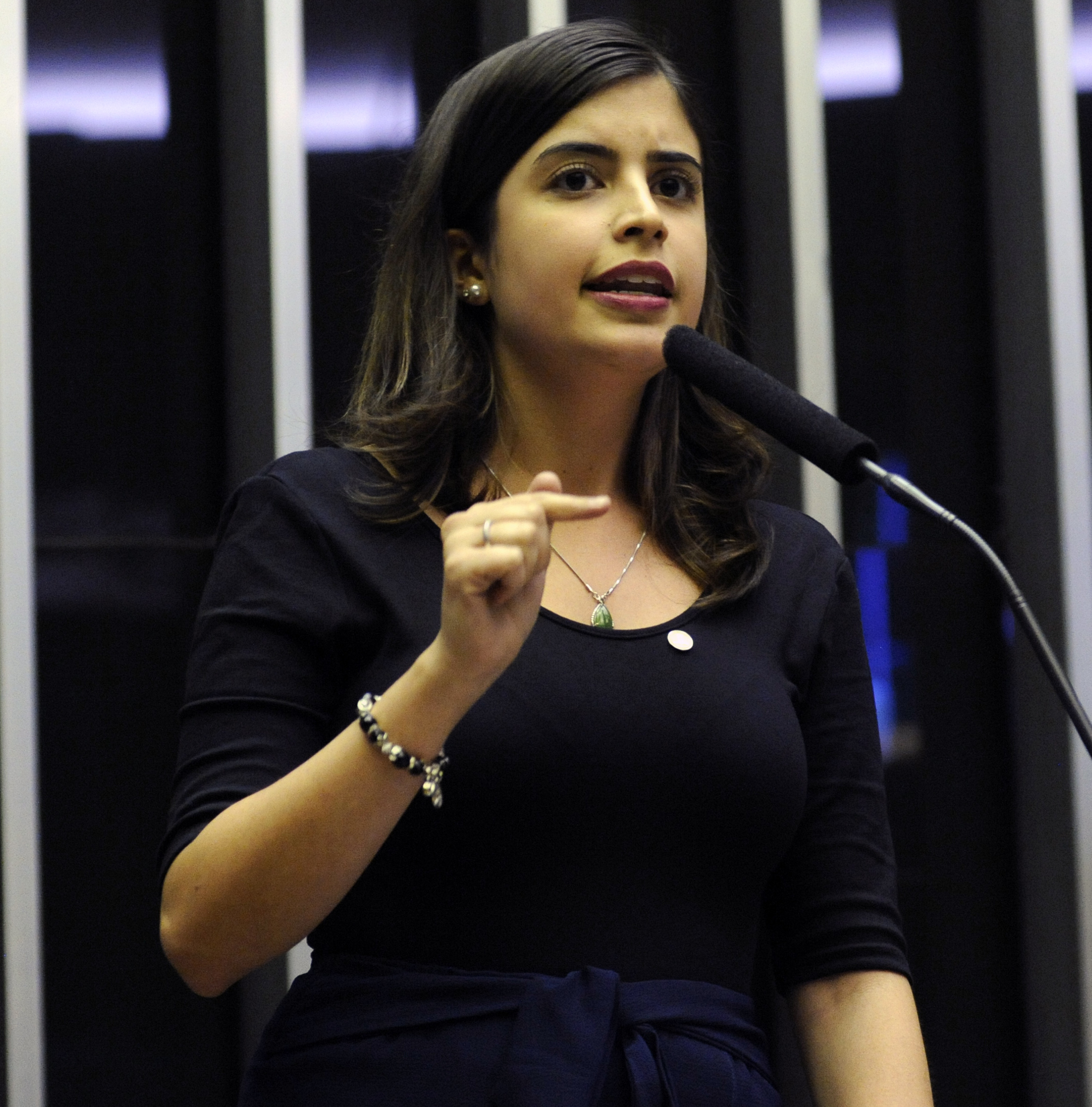
Табата Амарал выступает в парламенте

### Общественный активизм
После окончания учёбы Амарал вернулась в Бразилию, занявшись общественной деятельностью в области образования.
В 2014 году Амарал выступила соучредительницей образовательной организации «Движение образовательной карты» (Movimento Mapa Educação) вместе с Лигией Стокше и Ренаном Феррейриньей. Организация собрала среди молодёжи опасения по поводу образования в Бразилии, а затем во время кампании муниципальных выборов 2016 года опросила кандидатов по этим вопросам, связанным с образованием, широко распространив их ответы в социальных сетях.
В 2017 году Амарал вместе с Фелипе Ориа и Жозе Фредерико Лира Нетту основала организацию Acredito (что означает «я верю»). Организация продвигает молодых прогрессивных политиков, впервые претендующих на должность, с особым акцентом на увеличение разнообразия среди федеральных депутатов.

### Политическая карьера

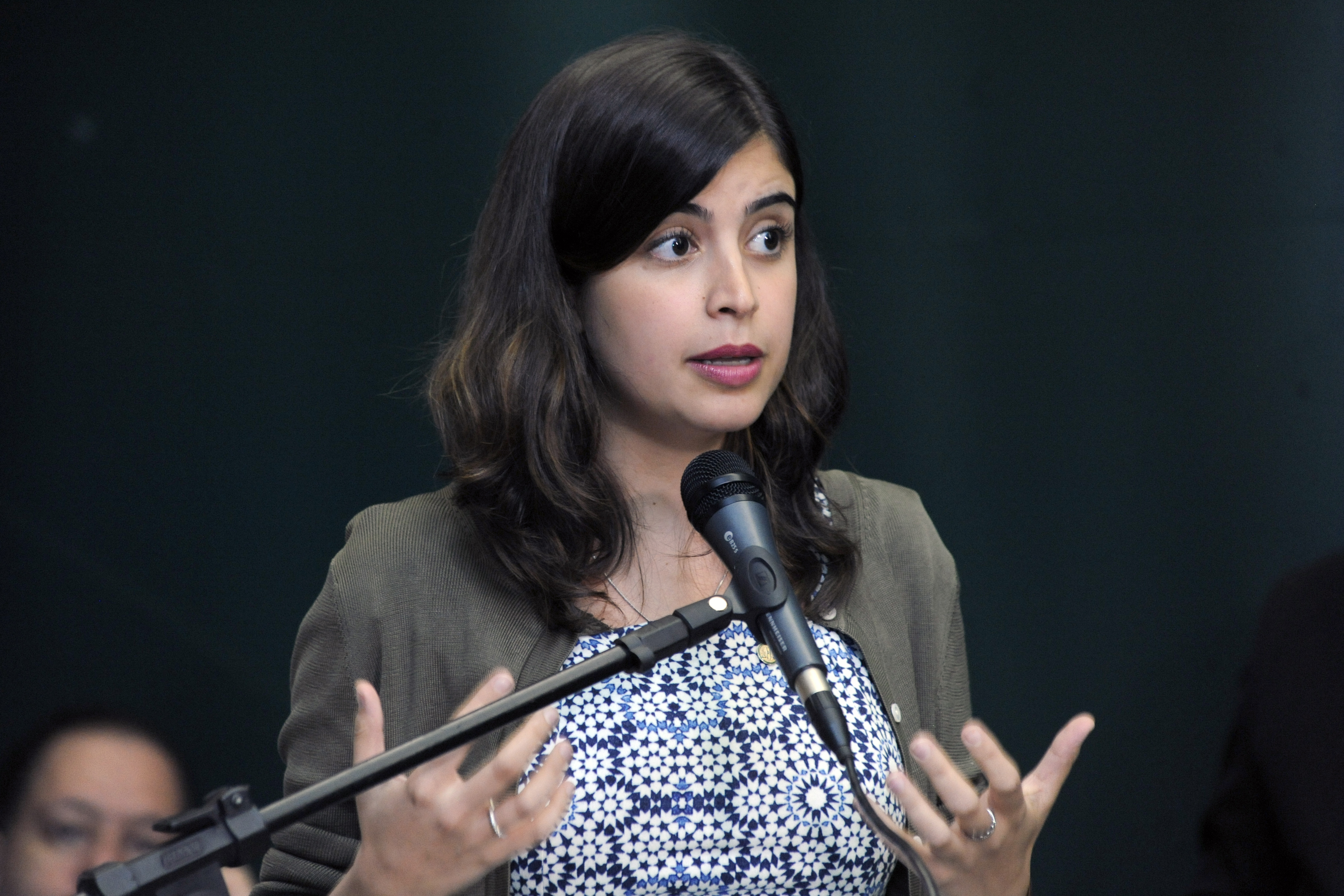
Табата Амарал выступает на заседании женской скамьи Национального конгресса в марте 2019 года.

Табата Амарал является членом левоцентристской Демократической рабочей (трабальистской) партии. На всеобщих выборах 2018 года её кампания была в основном сосредоточена на проблемах образования. Она заняла шестое место среди всех кандидатов в штате Сан-Паулу, набрав 264 450 голосов.
Основываясь на своём опыте активистки в области образования, Амарал выступает виднейшим критиком образовательной политики. Во многом именно ей приписывают заслугу снятия с поста министра образования в правительстве Жаира Болсонару Рикарду Велеса Родригеса, известного своими ультраправыми и реакционными взглядами.
В парламенте она работала в Комиссии по образованию, Комиссии по защите прав женщин и в качестве альтернативного члена Комиссии по науке и технологиям, связи и информатике. С 20 февраля 2019 года по 25 апреля 2019 года она была вице-лидером Блока ДРП, избирательной коалиции вокруг своей партии. С июня по ноябрь того же года она была заместителем лидера Демократической рабочей партии.
Несмотря на свои в целом прогрессивные взгляды, Амарал проголосовала за выдвинутую правительством Болсонару реформу бразильской страховой системы, которая повысит пенсионный возраст; тогда как её собственная партия выступила против этого предложения. Амарал вместе с 8 другими депутатами от ДРП нарушила при голосовании партийную позицию, заявив, что реформы будут полезны для образования. За это её временно отстранили из партии. Также в 2019 году СМИ раскрыли, что Амарал наняла своего партнёра на свою избирательную кампанию, считая это проявлением непотизма, непозволительного для политика с антикоррупционным имиджем.